# Killeshin
É uma pequena vila no Condado de Laois, Leinster Província, Irlanda, esta é a uma distância de cerca de 5 quilômetros de Carlow. Esta pequena cidade rural localizada no vale do rio Barrow, incluindo uma população de cerca de 1300 habitantes. Praticamente a maioria da população é católica, embora nós encontramos minorias de protestantes e muçulmanos, entre outros, e que há também um setor de ateus e agnósticos. Suas principais atividades econômicas são o principal setor de serviços e, especialmente gado.